# اختبارات إمبراطورية
الاختبارات الإمبراطورية الصينية (بالإنجليزية: Chinese imperial examinations) نظام امتحانات الخدمة المدنية في الامبراطورية الصينية لاختيار المرشحين للبيروقراطية. وعلى الرغم من أنه كان هناك امتحانات إمبراطورية في وقت مبكر من سلالة هان، إلا أن هذا النظام استخدم على نطاق واسع باعتباره الطريق الرئيسي للمكتب فقط في منتصف سلالة تانغ، وظلت كذلك حتى إلغائها في عام 1905. وبالنظر إلي أن الامتحانات استندت على المعرفة الكلاسيكية والأسلوب الأدبي، وليس الخبرة التقنية، فإن المرشحين الناجحين من العموميين كانوا يتقاسمون لغة وثقافة مشتركة. ساعدت هذه الثقافة المشتركة على توحيد الإمبراطورية ومثل هذا الإنجاز أعطى شرعية للحكم الإمبريالي، في حين ترك مشاكل واضحة نجمت عن نقص منهجي في الخبرة التقنية والعملية.
ساعدت الاختبارات على التشكيل الفكري والثقافي والسياسي والتسوق والفنون والحرف اليدوية في الصين، وكذلك الحياة الدينية. وكان الاعتماد المتزايد على نظام الامتحانات جزء من مسؤلية سلالة تانغ التي تحولت من الأرستقراطية العسكرية إلى فئة من العلماء البيروقراطيين. وبدءا من سلالة سونغ، تم ترتيب النظام وتطويره إلى سلم من ثلاثة مستويات تقريبا من المحلية إلى امتحانات المقاطعات إلى المحاكم. وتم تضييق المحتوى وتثبيته على نصوص الأرثوذكسية الكونفوشيوسية الجديدة.